# Jaroslav Hlavsa
Jaroslav Hlavsa (* 14. června 1996 v Hrošce) je český fotbalový obránce, od července 2016 působící v týmu MFK Vítkovice, kde je na hostování z FC Hradec Králové.

## Klubová kariéra
Svoji fotbalovou kariéru začal v klubu FC Hradec Králové. Před sezonou 2015/16 se propracoval do prvního mužstva, ale nadále působil v mládeži. V létě 2016 zamířil na hostování do klubu tehdejšího nováčka 2. ligy MFK Vítkovice.